# Naruto Shippuden the Movie: The Will of Fire
«Naruto Shippuden the Movie: The Will of Fire (яп. 劇場版 NARUTO -ナルト- 疾風伝 火の意志を継ぐ者, «Ґекіджьōбан Наруто Шіппуден Хі Но Іші О Цуґумоно», дослівний переклад «Фільм Наруто Шіппуден: Спадкоємці Волі Вогню»)» — це шостий фільм у медіафраншизі Наруто, яка заснована на манґа й аніме японського манґакі Масаші Кішімото, а також третій, події якого відбуваються у межах другої її частини. Реліз відбувся 1 серпня 2009 року в кінотеатрах Японії (випуск DVD-версії планувався на 21 квітня 2010 року). Фільм використовував рекламний слоган Тодоке оре-тачі но омой! (届 け 、 オ レ た ち の 想 い！, Ми доставимо наші прагнення до кожного!).
Вперше фільм було оприлюднено на сайті присвяченому 10-ї річниці Наруто, тизер показали разом з анонсом аніме-арки «Прибуття Трьоххвостого». Рекламне відео фільму також було розміщено на офіційному вебсайті аніме «Наруто: Шіппуден».
Фільм було випущено у Північній Америці 23 жовтня 2012 року компанією Viz Media.

## Сюжет

Лялькове Прокляття

Під час подій, які потенційно можуть призвести до спалаху Четвертої Світової Війни Ніндзя, кілька ніндзь, що володіють особливими здібностями під назвою Кеккей Ґенкай (яп. 血継限界, дослівний переклад «Обмеження крові») зникають з країн Блискавки, Землі, Води та Вітру. Країна Вогню залишається єдиною, яку оминають ці інциденти, поміж людей починає ширитись підозра щодо її причетності до зникнень, розповсюджуються чутки про можливе повстання. Оскільки інші країни починають збирати війська на кордонах Країни Вогню та загрожують вторгненням, її Феодальний володар наказує Цунаде захопити справжнього злочинця та довести невинність Конохі — у разі невдачі Країна Вогню знищить Селище, Приховане в Листі для збереження миру в усьому світі.
За викраденнями стоїть Хіруко, розробник Техніки Химери, що дозволяє йому поглинати як чакру, так і Кеккей Ґенкай інших шінобі, колись він був другом Легендарних Саннінів (Орочімару, Джірайі та Цунаде), але покинув Коноху після того, як вдосконалив свою техніку. Базуючись на горі Шумі зі своїми послідовниками, Ічі, Ні та Сан, Хіруко використовує джюцу, щоб створити свою проєкцію у небі над Конохою, відтоді він оголошує, що здобуде Кеккей Ґенкай з Країни Вогню — це допоможе йому стати безсмертним і непереможним, почати Четверту Світову Війну Ніндзя, а також підкорити весь світ. Задля реалізації свого задуму, Хіруко намагається використати силу сонячного затемнення, а оскільки воно неминуче наближається, у світі починаються перегони, спрямовані на те, щоб його зупинити.
Своєю головною ціллю у Країні Вогню Хіруко обирає Какаші Хатаке, який володіє Кеккей Ґенкай під назвою Шарінґан (яп. 写輪眼, дослівний переклад «Кругове око, що копіює»). Однією ніччю Хіруко активує Лялькове Прокляття, яке було покладено на Какаші понад 10 років тому. Какаші хоче перемогти Хіруко, тому вмовляє Цунаде дозволити йому піти, але просить, щоб вона наклала на нього спеціальну печатку, яка автоматично активує Камуії, коли Хіруко намагатиметься його поглинути. В результаті Какаші покидає селище під впливом Лялькового Прокляття Хіруко. В офісі Хокаґе Цунаде проголошує Какаші зниклим ніндзею й наказує всім (якщо не буде дано інших указів) триматися від нього якомога далі. Почувши про це Наруто Удзумакі та Сакура Харуно вирішають залишити селище, щоб врятувати свого вчителя. Це призводить до того, що Команді Ґая, а також командам № 8 та № 10, наказують наздогнати й зупинити їх.
Під час переслідування свого вчителя, Наруто, Сакура та Сай перемагають декількох підлеглих Хіруко, зрештою вони досягають храму, де той чекає на Какаші. Наруто заходить всередину храму наодинці, водночас Хіруко активує сонячне затемнення та починає поглинання Кеккей Ґенкай. Саме тоді у Какаші активується Манґекьō Шарінґан (яп. 万華鏡写輪眼, дослівний переклад «Калейдоскоп кругового ока, що копіює»), що призводить до того, що простір усередині слизу, створеного Технікою Химери, починає деформуватися. Наруто знищує слиз декількома Расенґанами (яп. 螺旋丸, дослівний переклад «Спіральна сфера чакри»), після чого витягає звідти Какаші. Хіруко залишається в живих і заявляє, що сонячне затемнення все ще триває, після чого випускає велику кількість чакри, яка руйнує територію навколо. Після цього Хіруко викликає монстра Химеру, якого перемагають ніндзі з команди Ґая, а також команд № 8 і № 10. Водночас Наруто і Какаші б'ються з Хіруко, який з легкістю поглинає їхні джюцу Райкірі та О̄дама Расенґан. Нарешті Наруто вирішує атакувати Хіруко своєю технікою стихії вітру — Расеншурікен. Хіруко виявляється не в змозі її поглинути та гине від отриманих травм. Ніндзі святкують свою перемогу на горі Шумі.
Після титрів показується посилання від Масаші Кішімото, у якому говориться: «Сподіваюся, цей фільм залишиться з вами назавжди…».

## Актори
| Персонаж          | Японський актор(ка) | Англійський актор(ка) |
| ----------------- | ------------------- | --------------------- |
| Наруто Удзумакі   | Джюнко Такеучі      | Мейл Фленаган         |
| Какаші Хатаке     | Кадзухіко Іноуе     | Дейв Віттенберг       |
| Сакура Харуно     | Чіе Накамура        | Кейт Хіггінс          |
| Сай               | Сатоші Хіно         | Бен Діскін            |
| Шікамару Нара     | Шоутаро Морікубо    | Том Гібіс             |
| Чоджі Акімічі     | Кентарō Ітō         | Роббі Ріст            |
| Іно Яманака       | Рьōка Юдзукі        | Коллін Віллард        |
| Кіба Інудзука     | Кōсуке Торіумі      | Кайл Хеберт           |
| Хіната Хюґа       | Нана Мідзукі        | Стефані Ше            |
| Шіно Абураме      | Шінджі Кавада       | Дерек Стівен Прінс    |
| Рок Лі            | Йōічі Масукава      | Браян Донован         |
| Неджі Хюґа        | Кōічі Тōчіка        | Стів Стейлі           |
| Тентен            | Юкарі Тамура        | Даніель Юдовіць       |
| Джірая            | Хōчӯ Ōцука          | Девід Лодж            |
| Цунаде            | Масако Кацукі       | Дебі Мей Вест         |
| Шідзуне           | Кейко Немото        | Меган Холлінгсхед     |
| Ґаара             | Акіра Ішіда         | Ліам О'Браєн          |
| Канкуро           | Ясуюкі Касе         | Даг Ергольц           |
| Темарі            | Пак Ромі            | Тара Платт            |
| Котецу Хаґане     | Томоюкі Кōно        | Ліам О'Браєн          |
| Ідзумо Камідзукі  | Томохіро Цубой      | Річард Кансіно        |
| Теучі             | Ейсуке Асакура      | Лекс Ленг             |
| Хірудзен Сарутобі | Хідекацу Шібата     | Стів Крамер           |
| Асума Сарутобі    | Джю̄рōта Косуґі      | Даг Ергольц           |
| Саске Учіха       | Норіакі Суґіяма     | Юрій Ловенталь        |
| Обіто Учіха       | Сōсуке Коморі       | Вік Міньона           |
| Рін               | Харухі Терада       | Стефані Ше            |
| Тайсекі           | Канджі Судзуморі    | Кірк Торнтон          |
| Хіруко            | Сōічірō Хоші        | Тодд Габеркорн        |
| Ічі               | Йошіміцу Шімояма    | Патрік Сейц           |
| Ні                | Джюнко Мінаґава     | Лора Бейлі            |
| Сан               | Хідео Ватанабе      | Метью Мерсер          |

## Відгуки
Карло Сантос з вебсайту Anime News Network дав фільму рейтинг C+. У своєму огляді він похвалив його за плавність бойових сцен, ілюстрації фонів та зв'язаність з основними сюжетними лініями з аніме та манґа серії, втім критикуючи погану реалізацію звичайного для формули Shōnen Jump сюжету, зазначаючи у підсумок: «Якби лише працівники студії доклали до створення сюжету стільки ж зусиль, скільки до анімації, можливо, цей фільм вийшов би більш повноцінним».